# مايلز كونولي
مايلز كونولي (بالإنجليزية: Myles Connolly)‏ هو كاتب ومنتج أفلام وكاتب سيناريو أمريكي، ولد في 7 أكتوبر 1897 في بوسطن في الولايات المتحدة، وتوفي في 15 يوليو 1964 في سانتا مونيكا في الولايات المتحدة.

## وصلات خارجية
- مايلز كونولي على موقع IMDb (الإنجليزية)
- مايلز كونولي على موقع ألو سيني (الفرنسية)
- مايلز كونولي على موقع أول موفي (الإنجليزية)
- مايلز كونولي على موقع قاعدة بيانات الأفلام السويدية (السويدية)
- مايلز كونولي على موقع قاعدة بيانات الفيلم (الإنجليزية)
- مايلز كونولي على موقع كينوبويسك (الروسية)